# Kastl (Tirschenreuth)
Pour les articles homonymes, voir Kastl.
Kastl est une commune de Bavière (Allemagne), située dans l'arrondissement de Tirschenreuth, dans le district du Haut-Palatinat.